# Tommy Lee Jones-filmográfia
Tommy Lee Jones Oscar-, Golden Globe- és Primetime Emmy-díjas amerikai filmszínész és filmrendező.
Színészi pályafutása 1970-ben kezdődött a Love Story című romantikus filmdrámával. Következő fontosabb szerepe A szénbányász lánya című 1980-as zenés életrajzi filmben volt Sissy Spacek oldalán. 1993-ban A szökevény című akcióthrillerben Harrison Ford mellett nyújtotta egyik leghíresebb alakítását, Samuel Gerard vizsgálóbírót, mellyel megnyerte első és egyetlen Oscar-, illetve Golden Globe-díját. Gerardként az Életre-halálra című 1998-as folytatásban is visszatért. Az 1990-es évek folyamán főszerepeket kapott még Az ügyfél (1994), a Született gyilkosok (1994) és a Tűzhányó (1997) című filmekben. Az Úszó erőd (1992) és a Mindörökké Batman (1995) negatív főszereplője volt, utóbbiban a Kétarc nevű képregényszereplőt keltve életre.
1997-ben vállalta el először Will Smith partnereként K ügynök szerepét a Men in Black – Sötét zsaruk című sci-fi filmvígjátékban. A trilógia 2002-es és 2012-es részeiben is látható volt K ügynökként. 2005-ben debütált rendezőként Melquiades Estrada három temetése című filmdrámájával. Ezután 2007-ben szerepelt a Nem vénnek való vidék és az Elah völgyében című filmekben, majd az Amerika Kapitány: Az első bosszúálló-ban (2011) és a Jason Bourne-ben (2016).
Több valós személyt is életre keltett a mozivásznon, például Clay Shaw üzletembert a JFK – A nyitott dosszié (1991) című Oliver Stone-filmben, mellyel első Oscar-jelölését szerezte. 2012-ben Oscarra jelölt alakítással játszotta el Thaddeus Stevens republikánus politikust (Lincoln). Látható volt még Douglas MacArthur tábornok (A háború császára), Joseph L. Galloway újságíró (Háborúra készülve) és Jeremiah Joseph O’Keefe politikus (A temetés) szerepében is.
Televíziós munkái közé tartozik A lenyűgöző Howard Hughes (1977) című tévéfilm címszerepe, valamint a Texasi krónikák: Lonesome Dove című 1989-es minisorozat. 1983-ban A hóhér dala című tévéfilm hozott számára Primetime Emmy-díjat.
Leggyakoribb magyar szinkronhangja Reviczky Gábor, aki tucatnyi alkalommal is hangját adta, valamint Rajhona Ádám. Korai filmjeiben gyakran más színészek hangján (pl. Szabó Sipos Barnabás, Oszter Sándor, Szakácsi Sándor) szólalt meg. Az 1990-es évek filmjeiben Rajhona Ádám és Vass Gábor váltotta egymást. A 2000-es évek mozijaiban már Reviczky kölcsönözte Jones orgánumát – és csak egyszer-egyszer adta más a hangját, pl. Tordy Géza és Fodor Tamás.

## Filmográfia

### Film

#### Filmrendező és producer
| Év   | Magyar cím                        | Eredeti cím                             | Feladatkör | Feladatkör | Feladatkör | Megjegyzések | Ref.        |
| Év   | Magyar cím                        | Eredeti cím                             | Rendező    | Író        | Producer   | Megjegyzések | Ref.        |
| ---- | --------------------------------- | --------------------------------------- | ---------- | ---------- | ---------- | ------------ | ----------- |
| 1995 | Régi jó cimborák                  | The Good Old Boys                       | Igen       | Igen       | Igen       | tévéfilm     | [ 2 ]       |
| 2005 | Szemtelen szemtanúk               | Man of the House                        | Nem        | Nem        | Vezető     |              | [ 3 ]       |
| 2005 | Melquiades Estrada három temetése | The Three Burials of Melquiades Estrada | Igen       | Nem        | Igen       |              | [ 4 ]       |
| 2011 | A Sunset Limited                  | The Sunset Limited                      | Igen       | Nem        | Vezető     | tévéfilm     | [ 5 ] [ 6 ] |
| 2014 | A kelletlen útitárs               | The Homesman                            | Nem        | Igen       | Vezető     |              | [ 4 ]       |

#### Filmszínész
| Év   | Magyar cím                                        | Eredeti cím                             | Szerep                         | Magyar hang          | Rendező              | Ref.          |
| ---- | ------------------------------------------------- | --------------------------------------- | ------------------------------ | -------------------- | -------------------- | ------------- |
| 1970 | Love Story                                        | Love Story                              | Hank Simpson                   |                      | Arthur Hiller        | [ 4 ]         |
| 1973 |                                                   | Life Study                              | Gus                            |                      | Michael Nebbia       | [ 4 ]         |
| 1975 |                                                   | Eliza's Horoscope                       | Tommy Lee                      |                      | Gordon Sheppard      | [ 7 ]         |
| 1976 | A Jackson megyei börtön                           | Jackson County Jail                     | Coley Blake                    | Laklóth Aladár       | Michael Miller       | [ 4 ]         |
| 1977 | Mennydörgés                                       | Rolling Thunder                         | Johnny Vohden őrmester         |                      | John Flynn           | [ 4 ]         |
| 1978 | A Betsy                                           | The Betsy                               | Angelo Perino                  |                      | Daniel Petrie        | [ 4 ]         |
| 1978 | Laura Mars szemei                                 | Eyes of Laura Mars                      | John Neville nyomozó           | Széles László        | Irvin Kershner       | [ 4 ]         |
| 1980 | A szénbányász lánya                               | Coal Miner's Daughter                   | Oliver "Doolittle Mooney" Lynn | Szabó Sipos Barnabás | Michael Apted        | [ 4 ]         |
| 1980 |                                                   | Barn Burning (rövidfilm)                | Ab Snopes                      |                      | Peter Werner         | [ 8 ]         |
| 1981 | Kéjnő Kaliforniába készül                         | Back Roads                              | Elmore Pratt                   | Oszter Sándor        | Martin Ritt          | [ 4 ]         |
| 1983 | Kincs a kannibálok szigetén                       | Nate and Hayes                          | Bully Hayes kapitány           | Reviczky Gábor       | Ferdinand Fairfax    | [ 4 ]         |
| 1984 | Folyami patkány                                   | The River Rat                           | Billy                          | Varga Gábor          | Thomas Rickman       | [ 4 ]         |
| 1986 | Jurij Nosenko, KGB                                | Yuri Nosenko, KGB                       | Steve Daley                    |                      |                      |               |
| 1986 | Fantasztikus prototípus (Fekete Hold / Sasfészek) | Black Moon Rising                       | Sam Quint                      | Hankó Attila         | Harley Cokliss       | [ 4 ]         |
| 1986 | Fantasztikus prototípus (Fekete Hold / Sasfészek) | Black Moon Rising                       | Sam Quint                      | Mihályi Győző        | Harley Cokliss       | [ 4 ]         |
| 1986 | Fantasztikus prototípus (Fekete Hold / Sasfészek) | Black Moon Rising                       | Sam Quint                      | László Zsolt         | Harley Cokliss       | [ 4 ]         |
| 1987 | A nagyváros                                       | The Big Town                            | George Cole                    | Vass Gábor           | Ben Bolt             | [ 4 ]         |
| 1987 | A nagyváros                                       | The Big Town                            | George Cole                    | Vass Gábor           | Harold Becker        | [ 4 ]         |
| 1988 | Viharos hétfő                                     | Stormy Monday                           | Cosmo                          | ?                    | Mike Figgis          | [ 4 ]         |
| 1988 | Viharos hétfő                                     | Stormy Monday                           | Cosmo                          | Gáti Oszkár          | Mike Figgis          | [ 4 ]         |
| 1988 | Viharos hétfő                                     | Stormy Monday                           | Cosmo                          | Kőszegi Ákos         | Mike Figgis          | [ 4 ]         |
| 1989 | Kereszttűzben                                     | The Package                             | Thomas Boyette                 | Kálid Artúr          | Andrew Davis (1)     | [ 9 ]         |
| 1989 | Kereszttűzben                                     | The Package                             | Thomas Boyette                 | Csankó Zoltán        | Andrew Davis (1)     | [ 9 ]         |
| 1989 | Kereszttűzben                                     | The Package                             | Thomas Boyette                 | Tarján Péter         | Andrew Davis (1)     | [ 9 ]         |
| 1990 | Tűzmadár akció                                    | Fire Birds                              | Brad Little százados           | Balázsi Gyula        | David Green          | [ 4 ]         |
| 1991 | JFK – A nyitott dosszié                           | JFK                                     | Clay Shaw / Clay Bertrand      | Dörner György        | Oliver Stone (1)     | [ 4 ]         |
| 1992 | Úszó erőd                                         | Under Siege                             | William Strannix               | Balázsi Gyula        | Andrew Davis (2)     | [ 4 ]         |
| 1993 | Kártyavár                                         | House of Cards                          | Jake Beerlander                | Reviczky Gábor       | Michael Lessac       | [ 4 ]         |
| 1993 | A szökevény                                       | The Fugitive                            | Samuel Gerard vizsgálóbíró     | Reviczky Gábor       | Andrew Davis (3)     | [ 4 ]         |
| 1993 | Ég és föld                                        | Heaven & Earth                          | Steve Butler                   | Balkay Géza          | Oliver Stone (2)     | [ 4 ]         |
| 1994 | Időzített bomba                                   | Blown Away                              | Ryan Gaerity                   | Dörner György        | Stephen Hopkins      | [ 4 ]         |
| 1994 | Az ügyfél                                         | The Client                              | Roy Foltrigg főállamügyész     | Melis Gábor          | Joel Schumacher (1)  | [ 4 ]         |
| 1994 | Született gyilkosok                               | Natural Born Killers                    | Dwight McClusky börtönigazgató | Rajhona Ádám         | Oliver Stone (3)     | [ 4 ]         |
| 1994 | Kék ég                                            | Blue Sky                                | Hank Marshall őrnagy           | Mihályi Győző        | Tony Richardson      | [ 4 ]         |
| 1994 | Öreg harcos                                       | Cobb                                    | Ty Cobb                        | Rajhona Ádám         | Ron Shelton (1)      | [ 4 ]         |
| 1995 | Mindörökké Batman                                 | Batman Forever                          | Harvey Dent / Kétarc           | Rajhona Ádám         | Joel Schumacher (2)  | [ 4 ]         |
| 1997 | Tűzhányó                                          | Volcano                                 | Michael Roark                  | Vass Gábor           | Mick Jackson         | [ 4 ]         |
| 1997 | Men in Black – Sötét zsaruk                       | Men in Black                            | Kevin Brown / K ügynök         | Rajhona Ádám         | Barry Sonnenfeld (1) | [ 4 ]         |
| 1998 | Életre-halálra                                    | U.S. Marshals                           | Samuel Gerard vizsgálóbíró     | Rajhona Ádám         | Stuart Baird         | [ 4 ]         |
| 1998 | Chipkatonák                                       | Small Soldiers                          | Chip Lecsap (hangja)           | Csőre Gábor          | Joe Dante            | [ 10 ]        |
| 1999 | Kettős kockázat                                   | Double Jeopardy                         | Travis Lehman                  | Reviczky Gábor       | Bruce Beresford      | [ 4 ]         |
| 2000 | A bevetés szabályai                               | Rules of Engagement                     | Hayes "Hodge" Hodges ezredes   | Mihályi Győző        | William Friedkin (1) | [ 4 ]         |
| 2000 | Űrcowboyok                                        | Space Cowboys                           | William "Hawk" Hawkins         | Vass Gábor           | Clint Eastwood       | [ 4 ]         |
| 2002 | Men in Black – Sötét zsaruk 2.                    | Men in Black II                         | Kevin Brown / K ügynök         | Rajhona Ádám         | Barry Sonnenfeld (2) | [ 4 ]         |
| 2003 | Veszett vad                                       | The Hunted                              | L.T. Bonham                    | Rajhona Ádám         | William Friedkin (2) | [ 4 ]         |
| 2003 | Az eltűntek                                       | The Missing                             | Samuel Jones                   | Reviczky Gábor       | Ron Howard           | [ 4 ]         |
| 2005 | Szemtelen szemtanúk                               | Man of the House                        | Roland Sharp ranger            | Reviczky Gábor       | Stephen Herek        | [ 4 ]         |
| 2005 | Melquiades Estrada három temetése                 | The Three Burials of Melquiades Estrada | Pete Perkins                   | Tordy Géza           | Tommy Lee Jones (1)  | [ 4 ]         |
| 2006 | Az utolsó adás                                    | A Prairie Home Companion                | Baltás                         | Rajhona Ádám         | Robert Altman        | [ 4 ]         |
| 2007 | Nem vénnek való vidék                             | No Country for Old Men                  | Ed Tom Bell seriff             | Reviczky Gábor       | Joel és Ethan Coen   | [ 4 ]         |
| 2007 | Elah völgyében                                    | In the Valley of Elah                   | Hank Deerfield                 | Reviczky Gábor       | Paul Haggis          | [ 4 ]         |
| 2008 |                                                   | Harvard Beats Yale 29–29                | önmaga                         |                      | Kevin Rafferty       | [ 4 ]         |
| 2009 | Az elektromos ködben                              | In the Electric Mist                    | Dave Robicheaux                | Reviczky Gábor       | Bertrand Tavernier   | [ 11 ]        |
| 2010 | Vállalati csalódások                              | The Company Men                         | Gene McClary                   | Reviczky Gábor       | John Wells           | [ 4 ]         |
| 2011 | Amerika Kapitány: Az első bosszúálló              | Captain America: The First Avenger      | Chester Phillips ezredes       | Rajhona Ádám         | Joe Johnston         | [ 4 ]         |
| 2012 | Men in Black – Sötét zsaruk 3.                    | Men in Black 3                          | Kevin Brown / K ügynök         | Rajhona Ádám         | Barry Sonnenfeld (3) | [ 4 ]         |
| 2012 | Amit még mindig tudni akarsz a szexről            | Hope Springs                            | Arnold Soames                  | Reviczky Gábor       | David Frankel        | [ 4 ]         |
| 2012 | Lincoln                                           | Lincoln                                 | Thaddeus Stevens               | Fodor Tamás          | Steven Spielberg     | [ 4 ]         |
| 2012 | A háború császára                                 | Emperor                                 | Douglas MacArthur tábornok     | Reviczky Gábor       | Peter Webber         | [ 4 ]         |
| 2013 | Vérmesék                                          | The Family                              | Robert Stansfield FBI-ügynök   | Tordy Géza           | Luc Besson           | [ 12 ]        |
| 2014 | A kelletlen útitárs                               | The Homesman                            | George Briggs                  | Reviczky Gábor       | Tommy Lee Jones (2)  | [ 4 ]         |
| 2016 | Beépített tudat                                   | Criminal                                | Dr. Micah Franks               | Reviczky Gábor       | Ariel Vromen         | [ 13 ]        |
| 2016 | Jason Bourne                                      | Jason Bourne                            | Robert Dewey CIA-igazgató      | Reviczky Gábor       | Paul Greengrass      | [ 14 ] [ 15 ] |
| 2016 | A mestergyilkos – Feltámadás                      | Mechanic: Resurrection                  | Max Adams                      | Reviczky Gábor       | Dennis Gansel        | [ 16 ]        |
| 2017 | Háborúra készülve                                 | Shock and Awe                           | Joseph L. Galloway             | Reviczky Gábor       | Rob Reiner           | [ 17 ]        |
| 2017 | Csak most kezdődik                                | Just Getting Started                    | Leo McKay                      | Reviczky Gábor       | Ron Shelton (2)      | [ 18 ]        |
| 2019 | Ad Astra – Út a csillagokba                       | Ad Astra                                | Clifford McBride               | Reviczky Gábor       | James Gray           | [ 19 ]        |
| 2020 | Wander                                            | Wander                                  | Jimmy Cleats                   | Reviczky Gábor       | April Mullen         | [ 20 ]        |
| 2020 | A nagy visszatérők                                | The Comeback Trail                      | Duke Montana                   | Sörös Sándor         | George Gallo         | [ 21 ]        |
| 2023 |                                                   | Finestkind                              | Ray Eldridge                   |                      | Brian Helgeland      | [ 22 ]        |
| 2023 | A temetés                                         | The Burial                              | Jerry O’Keefe                  |                      | Maggie Betts         | [ 23 ]        |

### Televízió

#### Tévéfilm
| Év   | Magyar cím                | Eredeti cím               | Szerep               | Magyar hang     | Ref.        |
| ---- | ------------------------- | ------------------------- | -------------------- | --------------- | ----------- |
| 1976 |                           | Smash-Up on Interstate 5  | Hutton rendőrtiszt   |                 |             |
| 1977 | A lenyűgöző Howard Hughes | The Amazing Howard Hughes | Howard Hughes        | Reviczky Gábor  |             |
| 1982 | A hóhér dala              | The Executioner's Song    | Gary Gilmore         | Vass Gábor      |             |
| 1982 | Az esőcsináló             | The Rainmaker             | Starbuck             | Szakácsi Sándor |             |
| 1984 | Macska a forró bádogtetőn | Cat on a Hot Tin Roof     | Brick Pollitt        |                 |             |
| 1985 |                           | The Park Is Mine          | Mitch                |                 |             |
| 1987 | Megszegett fogadalmak     | Broken Vows               | Peter Joseph McMahon | Vass Gábor      |             |
| 1988 | Csak a testemen keresztül | Stranger on My Land       | Bud Whitman          | Papp János      |             |
| 1988 | Áprilisi reggel           | April Morning             | Moses Cooper         |                 |             |
| 1988 | A halottak nem hazudnak   | Gotham                    | Eddie Mallard        | Bálint Péter    |             |
| 1995 | Régi jó cimborák          | The Good Old Boys         | Hewey Calloway       | Vass Gábor      | [ 2 ]       |
| 2011 | A Sunset Limited          | The Sunset Limited        | White                | Reviczky Gábor  | [ 5 ] [ 6 ] |

#### Sorozat
| Év        | Magyar cím                     | Eredeti cím      | Szerep          | Megjegyzések                                              |
| --------- | ------------------------------ | ---------------- | --------------- | --------------------------------------------------------- |
| 1971–1975 |                                | One Life to Live | Dr. Mark Toland | 21 epizód                                                 |
| 1975      |                                | Barnaby Jones    | Dr. Jim Melford | 1 epizód                                                  |
| 1976      |                                | Baretta          | Sharky          | 1 epizód                                                  |
| 1976      | Charlie angyalai               | Charlie's Angels | Aram Kolegian   | 1 epizód                                                  |
| 1976      |                                | Family           | David Needham   | 1 epizód                                                  |
| 1986      |                                | Screen Two       | Steve Daley     | 1 epizód                                                  |
| 1989      | Texasi krónikák: Lonesome Dove | Lonesome Dove    | Woodrow F. Call | - minisorozat (4 epizód) - magyar hangja: - Dörner György |

## Fontosabb díjak és jelölések

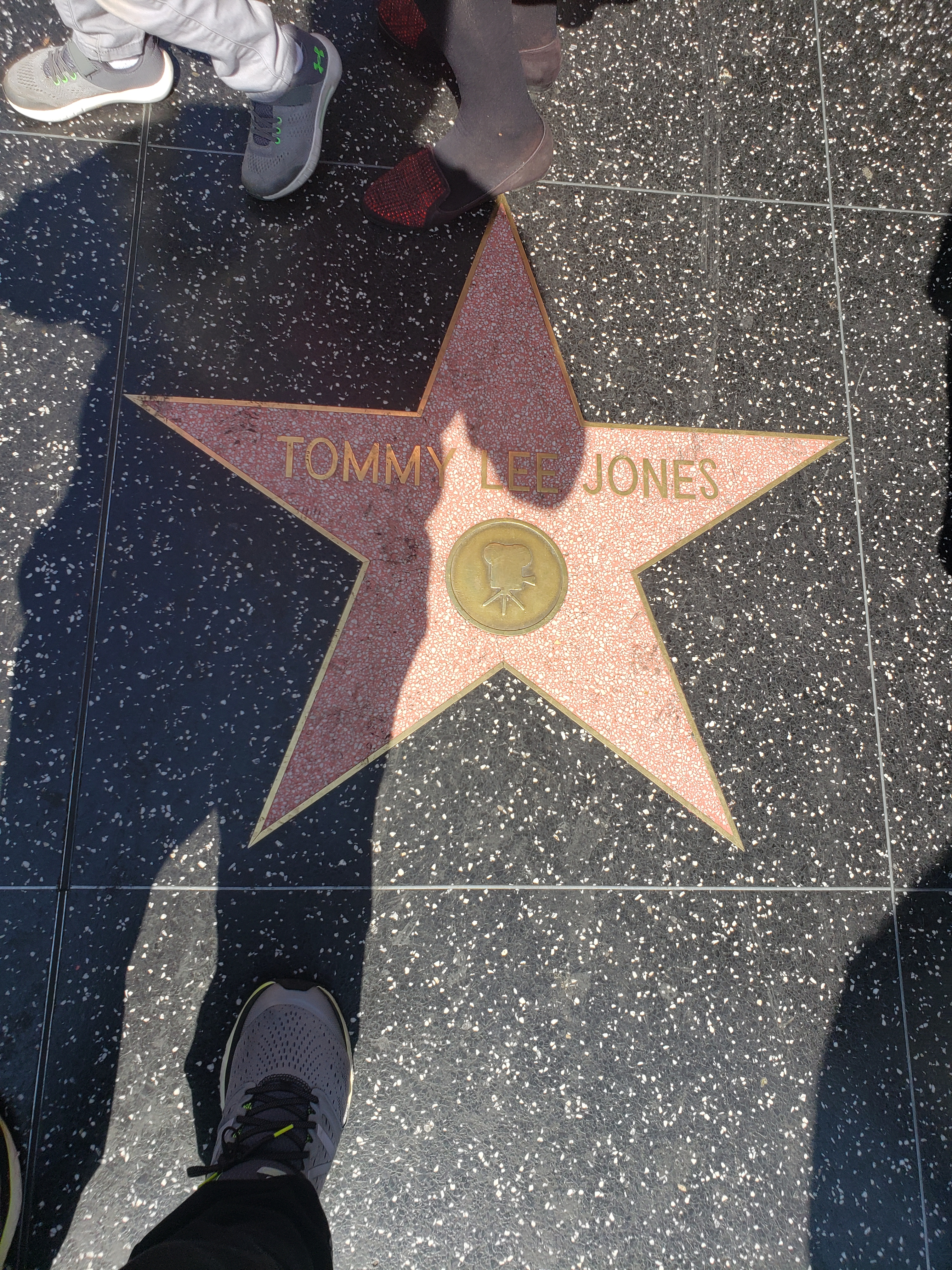
Jones csillaga a Hollywood Walk of Fame-n

### Oscar-díj
| Év   | Kategória                    | Jelölt mű               | Eredmény | Ref.   |
| ---- | ---------------------------- | ----------------------- | -------- | ------ |
| 1992 | legjobb férfi mellékszereplő | JFK – A nyitott dosszié | Jelölve  | [ 24 ] |
| 1994 | legjobb férfi mellékszereplő | A szökevény             | Elnyerte | [ 25 ] |
| 2008 | legjobb férfi főszereplő     | Elah völgyében          | Jelölve  | [ 26 ] |
| 2013 | legjobb férfi mellékszereplő | Lincoln                 | Jelölve  | [ 27 ] |

### BAFTA-díj
| Év   | Kategória                    | Jelölt mű               | Eredmény | Ref.   |
| ---- | ---------------------------- | ----------------------- | -------- | ------ |
| 1993 | legjobb férfi mellékszereplő | JFK – A nyitott dosszié | Jelölve  | [ 28 ] |
| 1994 | legjobb férfi mellékszereplő | A szökevény             | Jelölve  | [ 29 ] |
| 2008 | legjobb férfi mellékszereplő | Nem vénnek való vidék   | Jelölve  | [ 30 ] |
| 2013 | legjobb férfi mellékszereplő | Lincoln                 | Jelölve  | [ 31 ] |

### Golden Globe-díj
| Év   | Kategória                                                         | Jelölt mű                      | Eredmény | Ref.   |
| ---- | ----------------------------------------------------------------- | ------------------------------ | -------- | ------ |
| 1981 | legjobb férfi főszereplő – zenés film vagy vígjáték               | A szénbányász lánya            | Jelölve  | [ 32 ] |
| 1990 | legjobb férfi mellékszereplő (sorozat, minisorozat vagy tévéfilm) | Texasi krónikák: Lonesome Dove | Jelölve  | [ 33 ] |
| 1994 | legjobb férfi mellékszereplő                                      | A szökevény                    | Elnyerte | [ 34 ] |
| 2013 | legjobb férfi mellékszereplő                                      | Lincoln                        | Jelölve  | [ 35 ] |

### Primetime Emmy-díj
| Év   | Kategória                                                              | Jelölt mű                      | Eredmény | Ref.   |
| ---- | ---------------------------------------------------------------------- | ------------------------------ | -------- | ------ |
| 1983 | legjobb férfi főszereplő (minisorozat, antológiasorozat vagy tévéfilm) | A hóhér dala                   | Elnyerte | [ 36 ] |
| 1989 | legjobb férfi főszereplő (minisorozat, antológiasorozat vagy tévéfilm) | Texasi krónikák: Lonesome Dove | Jelölve  | [ 37 ] |

### Screen Actors Guild-díj
| Év   | Kategória                                   | Jelölt mű             | Eredmény | Ref.   |
| ---- | ------------------------------------------- | --------------------- | -------- | ------ |
| 1996 | legjobb színész (minisorozat vagy tévéfilm) | Régi jó cimborák      | Jelölve  | [ 38 ] |
| 2008 | legjobb férfi mellékszereplő                | Nem vénnek való vidék | Jelölve  | [ 39 ] |
| 2008 | legjobb szereplőgárda (mozifilm)            | Nem vénnek való vidék | Elnyerte | [ 39 ] |
| 2013 | legjobb férfi mellékszereplő                | Lincoln               | Elnyerte | [ 40 ] |
| 2013 | legjobb szereplőgárda (mozifilm)            | Lincoln               | Jelölve  | [ 40 ] |

## Fordítás
- Ez a szócikk részben vagy egészben  a   List of Tommy Lee Jones performances című angol Wikipédia-szócikk ezen változatának fordításán alapul.  Az eredeti cikk szerkesztőit annak laptörténete sorolja fel. Ez a jelzés csupán a megfogalmazás eredetét és a szerzői jogokat jelzi, nem szolgál a cikkben szereplő információk forrásmegjelöléseként.
- Ez a szócikk részben vagy egészben  a   List of awards and nominations received by Tommy Lee Jones című angol Wikipédia-szócikk ezen változatának fordításán alapul.  Az eredeti cikk szerkesztőit annak laptörténete sorolja fel. Ez a jelzés csupán a megfogalmazás eredetét és a szerzői jogokat jelzi, nem szolgál a cikkben szereplő információk forrásmegjelöléseként.